# Estación de Fitero
Fitero fue una estación de ferrocarril situada en el municipio español de Cintruénigo, en la Comunidad Foral de Navarra. Las instalaciones ferroviarias pertenecían a la línea Soria-Castejón, que estuvo en servicio entre 1941 y 1996. Aunque la estación se encontraba situada dentro del término municipal de Cintruénigo, en realidad prestaba servicio al municipio de Fitero.

## Situación ferroviaria
Las instalaciones estaban situadas en el punto kilométrico 85,0 de la línea férrea de ancho ibérico Soria-Castejón.

## Historia
La construcción de la línea Soria-Castejón estaba prevista en el Plan de Ferrocarriles de Urgente Construcción que promulgó la dictadura de Primo de Rivera. La construcción del trazado se inició en 1927, si bien los trabajos se alargaron debido a las vicisitudes de la época. La línea fue inaugurada oficialmente en septiembre de 1941. Las infraestructuras pasaron a integrarse en RENFE, creada ese mismo año como consecuencia de la nacionalización de la red ferroviaria de ancho ibérico.
La estación de Fitero, que en un principio dispuso de varias vías de servicio, finalmente acabaría siendo rebajada a la categoría de apeadero. En 1996 se cerró a la circulación el trazado comprendido entre Soria y Castejón debido al escaso tráfico que movía, quedando sin servicio las infraestructuras. En la actualidad las instalaciones están abandonadas y sin uso.